# نارینکول
نارینکول (به قزاقی: Narynkol) یک منطقهٔ مسکونی در قزاقستان است که در شهرستان رحیم‌بیک واقع شده‌است. نارینکول ۷٬۷۳۱ نفر جمعیت دارد.

## جمعیت
در سال ۱۹۹۹، روستای جمعیت ۸۸۱۶ نفر (۴۳۷۱ مرد و ۴۴۴۵ زن) بود. طبق سرشماری سال ۲۰۰۹، جمعیت روستای ۷۷۳۱ نفر (۳۸۰۶ مرد و ۳۹۲۵ زن)